# Denis Stracqualursi
Denis Andrés Stracqualursi (Rafaela, 20 de outubro de 1987) é um ex-futebolista argentino que atuava como atacante. 
Stracqualursi iniciou sua carreira com dezenove anos, defendendo o pequeno clube Unión de Sunchales, que à época, disputava a terceira divisão argentina. Com um bom desempenho durante o período de um ano que permaneceu na equipe semi profissional, se transferiu para o tradicional Gimnasia y Esgrima (LP).
Na nova equipe, no entanto, não teve o mesmo desempenho, marcando apenas uma vez nas onze partidas iniciais que disputou, tanto no apertura quanto no clausura. No ano seguinte, durante o apertura, marcou novamente apenas um tento, desta vez em quinze partidas. Já no clausura, teve um desempenho mais satisfatório, com quatro em dezoito partidas.
Por conta do desempenho, deixou o clube e se transferiu por empréstimo de um ano ao Tigre. Na pequena equipe, teve um grande desempenho em seu primeiro torneio disputado, o apertura, quando marcou onze vezes em dezenove partidas, terminando como artilheiro, juntamente com Santiago Silva. No clausura, disputou outras dezenove partidas, marcando um gol a menos, justamente o que tirou a possibilidade de terminar como artilheiro do campeonato novamente.
Seu desempenho chamou a atenção de clubes europeus, se transferindo - por empréstimo - para o Everton em agosto de 2011. No entanto, apesar da grande expectativa gerada pela sua ótima passagem pelo Tigre, decepecionou no futebol inglês, marcando apenas três vezes nas 27 partidas que disputou pelo clube.[carece de fontes?] Após deixar o Everton, assinou com o San Lorenzo.